# أبرشية داسيا

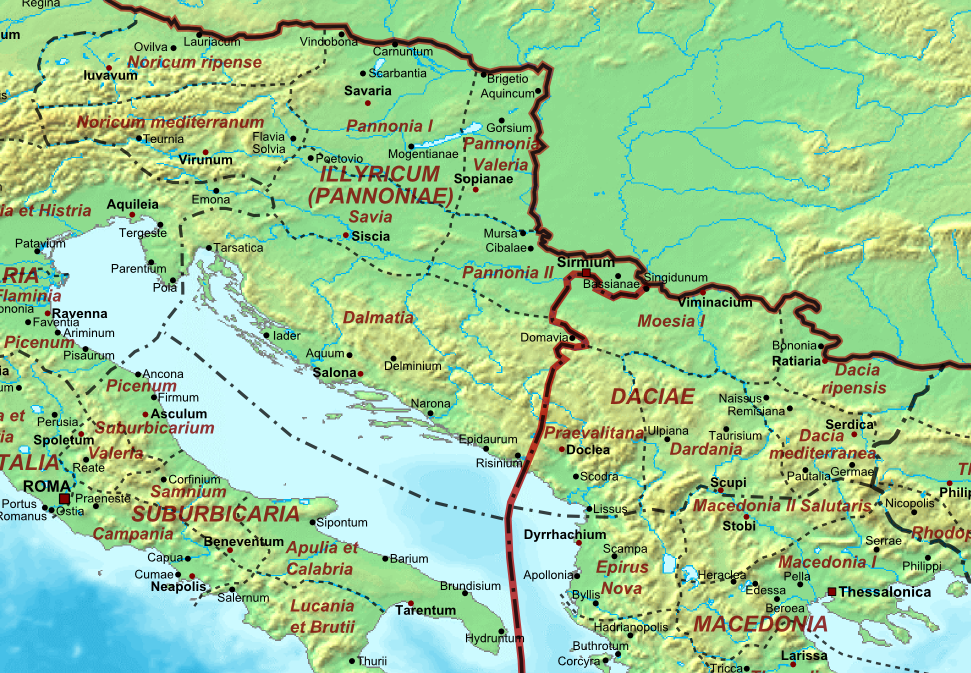
أبرشية داسيا ومقاطعاتها ومراكزها.

أبرشية داسيا (باللاتينية: Dioecesis Daciae) هي إحدى أبرشيات الإمبراطورية البيزنطية، وجزء من ولاية إليريكم الإمبراطورية. امتدت أراضيها على جزء من المنطقة المكوّنة للبلقان وبلغاريا. كانت عاصمتها سرديكا. وقد تأسست في حوالي عام 337، واستمر العمل بهذا التقسيم حتى ثمانينات القرن السادس.